# Bulgarelli (cognome)
Bulgarelli è un cognome di lingua italiana.

## Varianti
Bolgheri, Bulgari, Bulgarini, Bulgaro, Bulgaroni, Bulgheri, Bulgherini, Bulgheroni.

## Origine e diffusione
Cognome tipicamente centro-settentrionale, è presente prevalentemente in Toscana, Lombardia ed Emilia-Romagna.
Potrebbe derivare dal tardo latino bulgarus, ad indicare il popolo dei Bulgari, o dalla radice germanica burg, da cui anche il cognome Borghi, che in un tardo latino divenne burgulus, "piccolo borgo".

## Persone
- Germano Bulgarelli (1932-2014) – politico italiano
- Giacomo Bulgarelli (1940-2009) – calciatore italiano, di ruolo centrocampista
- Loris Bulgarelli (1909-1940) – aviatore e militare italiano